# Erik Odelstierna
Erik Odhelius, adlad Odelstierna, född 26 januari 1661 i Uppsala, död 12 oktober 1704 i Stockholm, var en svensk kemist, läkare och mineralog. 

## Biografi
Odelstierna var son till pastor primarius Erik Odhelius och Margareta Laurelia. Efter faderns tidiga död ingick modern nytt äktenskap med biskopen i Västerås Nicolaus Johannis Rudbeckius, som då styvsonen var 15 år sände honom till Uppsala. Där studerade Odhelius främst bergsvetenskap och medicin, den senare vetenskapen under Petrus Hoffvenius. 
År 1681 försvarade han med framgång avhandlingen De magnetismis rerum och inledde 1683 en studieresa i utlandet. Han reste genom Danmark och Tyskland till Sachsen, där han en tid studerade under den berömde apotekaren Heinrich Linck. 
Efter att ha slagit sig ned i Frankrike och vunnit medicine doktorsgrad i Reims 1687, återvände han över Holland och England till Sverige, där han redan året därpå erhöll fullmakt att vara bergmästare i Nya Kopparbergs och Hällefors bergslag.
År 1690 sändes han på Karl XI:s bekostnad på nytt utomlands, då han besökte en rad europeiska länder, däribland Ungern, Italien och Spanien. Då han under sin bortovaro 1691 förflyttats till den mer inkomstbringande bergmästartjänsten i Öster- och Västerbergslagen, avslog han 1695 kallelsen till en medicinsk lärostol i Uppsala och utnämndes i stället samma år till assessor i Bergskollegium. 
Han adlades 1698 med namnet Odelstierna.
Hans tryckta skrifter utgörs främst av Brev till Urban Hjärne (i Sv. Bibl. 1762, 63) samt avhandlingen Observationes chemico-metallurgicæ circa ortum et effluvia metallorum 1687. Däremot hann han aldrig fullborda två påbörjade större verk Lexicon metallicum samt Suecia subterranea.